# Polis (estrella)
Polis (μ Sagittarii / μ Sgr / 13 Sagittarii) es un sistema estelar de la constelación de Sagitario de magnitud aparente +3,84. Su nombre proviene del idioma copto y significa «potro». Junto a Kaus Borealis (λ Sagittarii) puede haber sido el Anu-ni-tum acadio, asociado con la diosa Ishtar.
Polis está clasificada tradicionalmente como una supergigante blanco-azulada de tipo espectral B8Iap, pero la gran distancia que nos separa de ella, al menos 3000 años luz, hace difícil su catalogación. Su pertenencia a la asociación estelar Sagittarius OB1 la situaría a unos 3600 años luz del sistema solar. Considerando esta última distancia como la más precisa, sus parámetros son: luminosidad 180.000 veces mayor que el Sol, radio de 115 radios solares y masa de 23 masas solares. Dada su enorme masa y su estado evolutivo, su edad se estima en sólo 8 millones de años.
Polis es además una estrella binaria eclipsante: cada 180,6 días su brillo desciende 0,08 magnitudes cuando una estrella acompañante pasa por delante de la estrella supergigante. Se piensa que la acompañante es una estrella de tipo B1.5V.
Cuatro estrellas más, llamadas Polis B, C, D y E completan el sistema estelar. Dada su gran distancia a Polis A no se puede considerar que orbiten alrededor de un centro de masas común, ya que el vínculo es muy débil. En tabla inferior se indican la magnitud y distancia a Polis A de cada una de ellas.
| Nombre  | Magnitud aparente | Distancia a Polis A (arcsec) | Distancia a Polis A (UA) | Distancia a Polis A (años luz) |
| ------- | ----------------- | ---------------------------- | ------------------------ | ------------------------------ |
| Polis A | +3,84             | -                            | -                        | -                              |
| Polis B | +11,5             | 16,9                         | 42 200                   | 0,67                           |
| Polis C | +13,5             | 25,8                         | 64 500                   | 1,02                           |
| Polis D | +9,9              | 48,5                         | 121 200                  | 1,92                           |
| Polis E | +9,4              | 50,0                         | 125 000                  | 1,98                           |